# Riasco
Il Riasco è un torrente italiano che scorre interamente in provincia di Alessandria, tributario di destra del Lemme, a sua volta subaffluente del fiume Bormida.

## Percorso

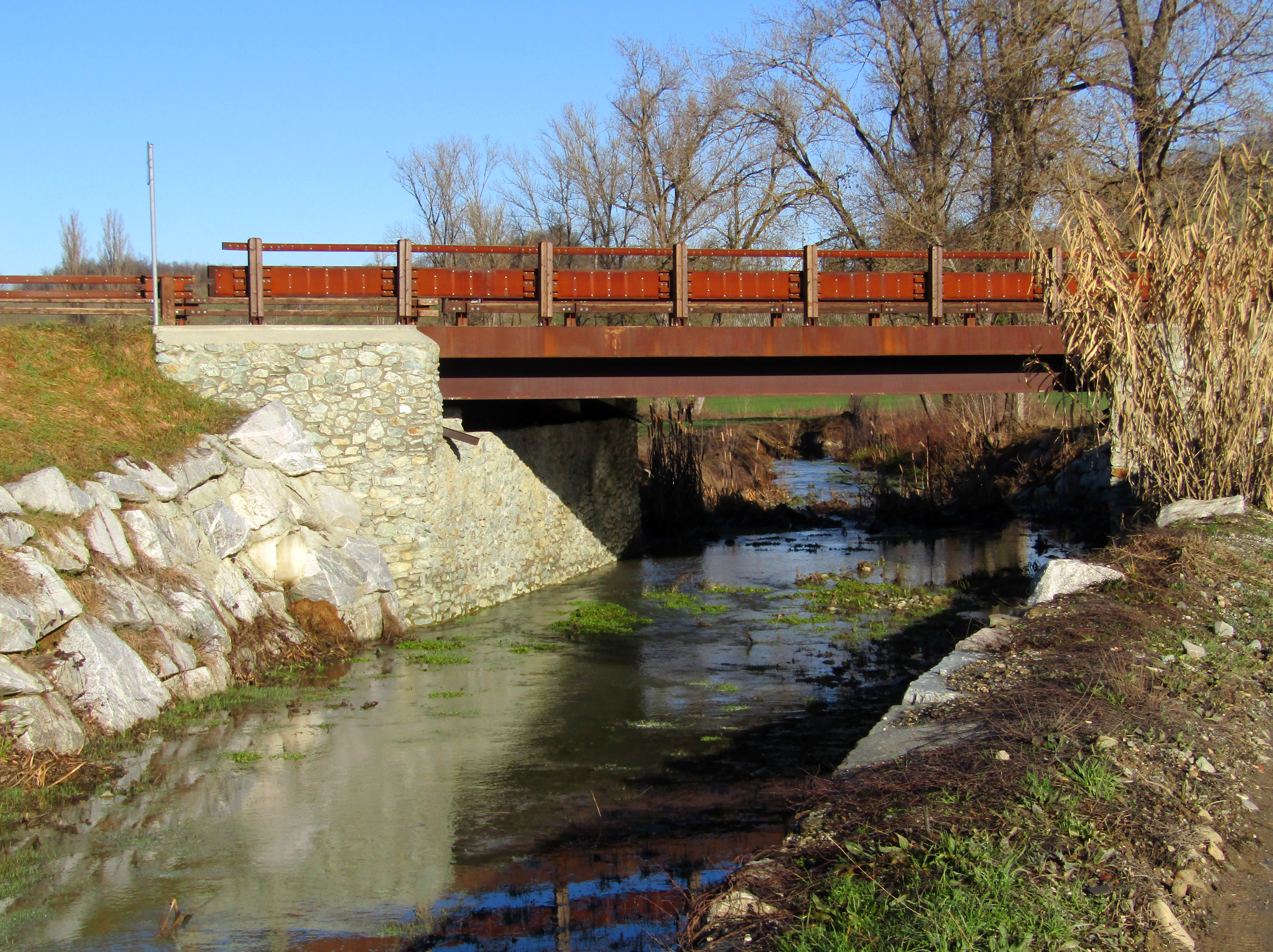
Il ponte della SP 158 sul rio Gavalusso

La sua lunghezza è di 7,660 km e nasce dall'unione del rio Pareto e del rio Gavalusso alla periferia est di Tassarolo, presso il ponte della provinciale 159 per Novi Ligure (207 m s.l.m.).
- il rio Pareto forma col nome di rio Armason il laghetto della villa Boĺlina e nasce presso il versante nord delle colline della Crenna a quota 400 m s.l.m. La lunghezza del suo asse principale è di 8 km.

- il rio Gavalusso esce dal Lago di Lomellina (274 m s.l.m.[2]) dove convergono molti rii provenienti dalla zona tra Monterotondo (frazione di Gavi) ed il monte Mesma. La lunghezza del suo corso, dall'uscita del Lago di Lomellina, è di 3,50 km.

## Principali affluenti
Il Riasco riceve due affluenti:
- il rio Mesma, da sinistra presso il golf " colline del Gavi ", che proviene dalle colline a sud di Tassarolo, la sua lunghezza è di 5,500 km.
- il rio Torto, da destra a valle di Pasturana, che drena le colline a sud di Novi Ligure. Il tratto iniziale del rio Torto scorre nella val Gelata e la sua lunghezza è di 6,750 km.

## Storia
Il passaggio del Riasco fu, per l'esercito francese, un tragico episodio alla conclusione della Battaglia di Novi del 15 agosto 1799.